# ハッピーサンキューモアプリーズ
『ハッピーサンキューモアプリーズ』（Happythankyoumoreplease）は2010年のアメリカ合衆国のコメディドラマ映画。主演のジョシュ・ラドナーの初監督作品であり、脚本も担当している。ニューヨークを舞台に、売れない作家と里親を転々とする孤独な少年、および彼らの周囲の人々との交流を描いた群像ドラマ。2010年1月20日にサンダンス映画祭で初上映され、観客賞を受賞している。
日本では劇場未公開だが、2012年10月7日にWOWOWで放送された他、同年12月7日に『ハッピーサンキューモアプリーズ ニューヨークの恋人たち』のタイトルでDVDが発売されている。

## ストーリー
ニューヨークに住む売れない作家のサム・ウェクスラーは、出版社へ新作の売り込みに向かう途中の地下鉄で、里親とはぐれた黒人の少年ラシーンを目にする。サムはラシーンを一旦保護したものの、ラシーンは里親の元へも警察へも行きたがらなかった。仕方なく一時的にラシーンを保護することにしたサムだったが、自宅へ戻る途中に通りかかったカフェで働くミシシッピという女性に一目惚れ。ラシーンを弟だと偽り、また会いに来ると告げた。その夜、サムは親友のアニーが主催するパーティにラシーンを連れていくのだが、アニーや幼馴染みのメアリー・キャサリンからは無断で子供を預かっている状態を心配される。あくる夜、偶然ミシシッピと再会したサムは半ば強引に彼女を自宅へ連れ込み、男女の仲になった。一方、男運の悪いアニーは元カレのアイラに呼び出され、再び体だけを求められて落ち込んでしまう。アニーのオフィスに毎日顔を出してくる弁護士のサム“通称サム２”は善人だが、アニーの好みではなかった。メアリー・キャサリンもまた同棲中の恋人チャーリーが夢を追ってロサンゼルスへ行くと言い出し、頭を悩ませている。そして、サム、アニー、メアリーと三者三様の恋模様が複雑にもつれていく。

## キャスト
- サム・ウェクスラー: ジョシュ・ラドナー - 売れない作家。
- アニー: マリン・アッカーマン - サムの友人。無毛症。
- ミシシッピ: ケイト・マーラ - サムが一目惚れした女性。昼はウエイトレス、夜はクラブ歌手として働く。
- チャーリー: パブロ・シュレイバー - 友人とロサンゼルスで仕事をしようと計画している男。
- メアリー・キャサリン: ゾーイ・カザン - サムの幼なじみ。画家。チャーリーと同棲中。
- ラシーン: マイケル・アルジエリ - サムが保護した少年。
- サム2: トニー・ヘイル - 弁護士。アニーに求愛。
- アイラ: ピーター・スカナヴィーノ - アニーの元カレ。売れないバンドマン。

## 作品の評価
Rotten Tomatoesによれば、53件の評論のうち高評価は42%にあたる22件で、平均点は10点満点中5.30点となっている。
Metacriticによれば、21件の評論のうち、高評価は6件、賛否混在は11件、低評価は4件で、平均点は100点満点中45点となっている。